# Alain Giami
 (octobre 2021).
Si vous disposez d'ouvrages ou d'articles de référence ou si vous connaissez des sites web de qualité traitant du thème abordé ici, merci de compléter l'article en donnant les références utiles à sa vérifiabilité et en les liant à la section « Notes et références ».
Alain Giami, né le 27 janvier 1952, est un chercheur français en sciences sociales, directeur de recherche à l'Institut national de la santé et de la recherche médicale (INSERM).

## Travail
Il est titulaire d'un doctorat en psychologie, obtenu en 1978 à l'Université Paris 7 et d'une habilitation universitaire en sciences sociales de l'université Paris-Descartes. 

## Publications
- Avec Moreau, E. Moulin, P. Infirmières et sexualité. Entre soins et relation. Rennes, Presses de l'EHESP, 2015
- Avec., Hekma, G. (eds). Révolutions sexuelles. Paris, la Musardine, 2015.
- Avec Hekma, G. (eds). Sexual revolutions. Houndmills, Basingstoke: Palgrave, 2014.
- Avec Py, B., & Toniolo, A.M. (Eds.). (2013). Des Sexualités et des Handicaps. Questions d’Intimités: Presses Universitaires de Nancy. Editions Universitaires de Lorraine.
- "Glauque" : Le recueil de sperme dans les procédures de Procréation Médicalement Assistée. Ethnologie Française, accepté à paraître en Janvier 2011.
- Ethnographie d’une conférence médico-scientifique : l'influence de l'industrie pharmaceutique dans le champ de la sexologie. Revue Sociologie / Santé, 2009, n°30, pp. 187-210
- Avec Chevret-Méasson, M. Bonierbale, M. Recent evolution to the profession of sexologist in France. First results of a 2009 survey in France. Sexologies, European Journal of Sexology and Sexual Health  (2009) vol. 18 (4), pp. 238—242.